# 众安塔
众安塔位于中国浙江省宁波市鄞州区横溪镇周夹村周夹岙自然村东南亭溪岭坡下，建于民国二十四年（1935年），为六面七层混凝土建筑，高14米，塔自下而上逐层递减，四周设有栏杆平台，2010年9月公布为鄞州区文物保护单位:431。